# BS Zelda no Densetsu
BS Zelda no Densetsu (ibland BS The Legend of Zelda eller bara BS Zelda) är ett TV-spel som släpptes till Satellaview 1995. BS:et står för Broadcast Satellaview och det fanns en möjlighet att ladda ner detta spel till sin Satellaview, vilket i sig är ett tillbehör till Super Famicom. Man kunde sedan spara spelet på konsolens internminne eller på en speciell kassett (kallad BS-X Special Broadcast Cassette). Spelet går även under namnet Third Quest, med hänvisning till att det är en uppföljning på Second Quest som finns i originalspelet.

## Spelsätt
Spelet liknar The Legend of Zelda, men med uppgraderad grafik och annorlunda uppdrag. I detta spel har man även möjligheten att bära med sig mer än 1 000 Rupees till skillnad från de 255 man kunde ha i originalspelet. Där fanns även en klocka i spelet som var synkroniserad med tiden i verkligheten. Denna klocka styrde det mesta i spelet och olika uppgraderingar försvann när klockan visade en viss tid. Förutom Link kunde man även styra en pojke i keps eller en rödhårig flicka.
Spelet var på så sätt uppbyggt i fyra kapitel, som spelades live. Varje vecka kom där ett nytt kapitel som spelaren skulle klara av.
| Datum           | Kapitelnamn (på japanska)           |
| --------------- | ----------------------------------- |
| 9 augusti 1995  | BS Zelda no Densetsu: Dai 1 Hanashi |
| 16 augusti 1995 | BS Zelda no Densetsu: Dai 2 Hanashi |
| 23 augusti 1995 | BS Zelda no Densetsu: Dai 3 Hanashi |
| 30 augusti 1995 | BS Zelda no Densetsu: Dai 4 Hanashi |

## Karta
Även kartan ser annorlunda ut jämfört med The Legend of Zelda. Där var kartan 8 x 16 rutor, medan kartan i detta spel är 8 x 8 rutor. Där var även en andra karta som släpptes följande år (1996). Spelet ser likadant ut, men templen är annorlunda. 
| Från...          | Till...          | Kapitelnamn (på japanska)                   |
| ---------------- | ---------------- | ------------------------------------------- |
| 30 december 1995 | 31 december 1995 | BS Zelda no Densetsu ~MAP 2~: Dai 1 Hanashi |
| 1 januari 1996   | 2 januari 1996   | BS Zelda no Densetsu ~MAP 2~: Dai 2 Hanashi |
| 3 januari 1996   | 4 januari 1996   | BS Zelda no Densetsu ~MAP 2~: Dai 3 Hanashi |
| 5 januari 1996   | 6 januari 1996   | BS Zelda no Densetsu ~MAP 2~: Dai 4 Hanashi |